# Осіч
Осі́ч — село в Україні, у Батуринській територіальній громаді Ніжинського району Чернігівської області.
Село постраждало внаслідок геноциду українського народу, проведеного урядом СРСР в 1932—1933 та 1946—1947 роках. 

## Географія
Розташоване за 25 кілометрів на північ від міста Бахмач. Середня висота села — 117 метрів над рівнем моря. Довкола численні мочари, поруч розташований православний Крупицький монастир (контролює Московська патріархія).

## Історія
Перша згадка про село Осіч зустрічається в описі 1781 року. Воно належало Крупицькому монастирю. На зорі свого існування це був невеликий хутірець. З роками село розросталось. 
На початок XX століття Осіч була досить великим селом. Господарське життя селян було тісно пов"язане з монастирем. Більшість із них працювали на землях та в господарстві монастиря. Власної землі в селян було мало. В цілому населення було досить бідним, але було і декілька відносно заможних родин. На початку XX століття в селі на кошти селян було збудовано невелику початкову школу.
Під час Першої світової війни більшість чоловічого населення були мобілізовані на фронт. Після більшовицького перевороту 1917 року на території села було створено дві Ради. Монастирська земля була поділена між селянами. Жителі села в Громадянській війні активної участі не брали.
Під час колективізації в 1931 році в селі було організовано два колгоспи: «Новий світ» та «Вільне життя». На хуторі Крупицькому був організований колгосп імені Постишева.
Колективізація викликала опір з боку селянства, про що свідчать факти вбивства колгоспних активістів.
У роки голодомору 1932—1933 років жителі села страждали від голоду. Але завдяки географічному розташуванню села, яке з усіх боків оточене лісом і болотами, масової смертності не спостерігалось. Люди харчувались рибою, жолудями та іншим, що добували в лісі.
У кінці 30-х років Осіцький колгосп «Новий світ» досяг певних успіхів і був удостоєний права участі у Всесоюзній сільськогосподарській виставці в Москві.
З початком Німецько-радянської війни майже все доросле чоловіче населення села пішло на фронт. З 1941 року по 1943 рік село було окуповане. В перші дні окупації німці заарештували партійний актив та спалили їх будинки. Постійного німецького гарнізону в селі не було, а було тільки декілька поліцейських із місцевих жителів. Населення села не брало активної участі в партизанському русі, хоч і відомо декілька випадків активного і пасивної протидії окупантам. Завдяки діям місцевого старости, який попереджав про масові акції німців, багатьом молодим людям вдалось уникнути відправки на каторжні роботи до Німеччини.
6 вересня 1943 року село було звільнено.
У 60-х роках колгосп «Новий світ» був приєднаний до колгоспу «Червона Зірка» села Обмачів. У селі було ліквідовано сільську раду. З цього періоду починається занепад села. Яке було віднесене до неперспективних. Поступово скорочується кількість населення села. Занепадає господарство. Особливо криза загострюється в кінці 80-х на початку 90-х років.
У кінці 90-х років починає відроджуватись Батуринський Крупицький монастир, у якому відновлюється трапезна церква, будинок настоятеля.
1 вересня 2002 року в селі відкрито нове приміщення неповної середньої школи.
12 червня 2020 року, відповідно до розпорядження Кабінету Міністрів України № 730-р «Про визначення адміністративних центрів та затвердження територій територіальних громад Чернігівської області», увійшло до складу Батуринської міської громади.
19 липня 2020 року, в результаті адміністративно-територіальної реформи та ліквідації Бахмацького району, село увійшло до складу Ніжинського району Чернігівської області.

## Пам'ятки

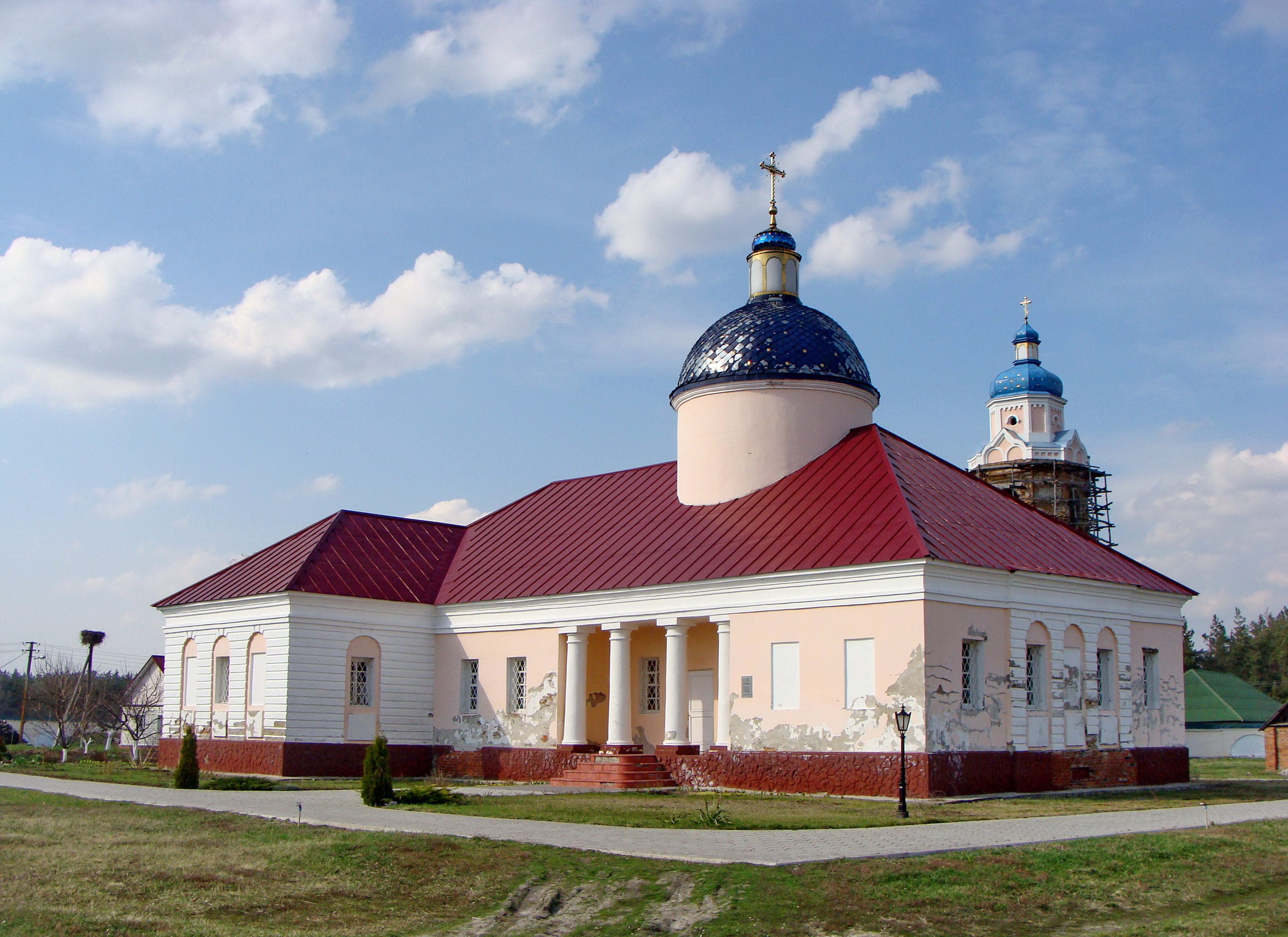
Крупицько-Батуринський монастир

У селі є Крупицько-Батуринський монастир XVII—XIX століть, до якого належать мурована дзвіниця (1825), дім настоятеля та Спасо-Преображенська трапезна церква (1803—1858 рр.) та монастирські келії (початок 19 століття).